# Catecol
El catecol, en anglès:Catechol també conegut com a pyrocatechol, o 1,2-dihidroxibenzè, és un compost orgànic amb fórmula molecular C₆H₄(OH)₂. És un isòmer ortho dels tres benzenodiols isomèrics. És incolor i es dona en la natura en quantitats de traces. Es produeixen anualment uns 20 milions de quilos, principalment com prcursors de plaguicides, sabors i fragàncies.
Catecol es presenta en forma de cristalls blancs molt solubles en aigua.
(El nom de "catechol" també s'ha usat en química per referir-se a la classe de les catequines).

## Aïllament i síntesi
El catecol es va aïllar el 1839 per H. Reinsch by destil·lant catequina (del suc de Mimosa catechu (Acacia catechu L.f)). És un àcid sulfònic. A banda d'altres plantes s'ha detectat catecol en l'orina d'humans i altres animals.
Industrialment es produeix per hidroxilació del fenol fent servir peròxid d'hidrogen:
C₆H₅OH + H₂O₂ → C₆H₄(OH)₂ + H₂O
Els catecols produeixen quinones amb l'addició de nitrat cèric d'amoni (CAN).
Catecol és l'àcid conjugat d'un agent quelant molt usat.

## On es troba a la natura
Petites quantitats de catecol es troben en fruits i verdures, junt amb l'enzim polifenol oxidasa. Amb l'enzim i exposat a l'oxigen (com en una patata tallada) s'oxida i passa d'incolor a tenir pigments bru vermellosos derivats de la benzoquinona L'enzim s'inactiva afegint un àcid com el suc de llimona i es fa més lent amb el fred, ambdues tècniques molt emprades en cuinar aliments sense que perdin color. Excloure l'oxigen també evita la reacció de l'enmarronament. La benzoquinona és antimicrobiana.
La cutícula dels artròpodes és de quitina enllaçada amb catecol.
Els Urushiols tenen catecol en la seva estructura són substàncies irritants que es troben en plantes com l'hera verinosa (Poison-ivy), etc. La catecolaminese són hormones/neurotransmissors bioquímicament significatives on el grup fenil amb catecol en la seva estructura.
Parts de la molècula de la catequina, un altre compost natural present en el te, té l'estructura del catecol en elles.

## Usos
Aproximadament un 50% del catecol sintètic es consumeix per plaguicides la resta en química orgànica fina i perfums. El guaiacol es prepara per metilació del catecol i es converteix en vanil·lina i altres components de la xocolata.
En fotografia tradicional, el catecol serveix per preparar revelador i processar pel·lícula en blanc i negre.

## Nomenclatura
La IUPAC recomana el nom del catecol cpm benzè-1,2-diol.